# The Red Man and the Child
The Red Man and the Child é um filme mudo de 1908 norte-americano, do gênero western, dirigido por D. W. Griffith. Distribuído por Biograph Company, o filme foi lançado nos cinemas em 28 de julho de 1908.

## Elenco
- Charles Inslee
- John Tansey
- Linda Arvidson
- George Gebhardt
- Harry Solter